# Амина ас-Садр
Амина ас-Садр (1937 — 8 или 9 апреля 1980), также известная по прозвищу Бинт аль-Худа (ар. «дочь руководства») — иракская шиитская политическая и общественная деятельница, писатель, публицист, женщина-учёный, достигшая степени муджтахида в исламских науках, сестра и сподвижница Мухаммада Бакира ас-Садра, тётя Муктады ас-Садра.

## Жизненный путь
Амина ас-Садр родилась в 1937 году в районе Багдада Кадимия в Ираке в семье авторитетного шиитского богослова Хайдара ас-Садра. На момент смерти отца ей было всего 2 года, после чего семья ас-Садров оказалась в бедственном материальном положении и в 1945 году переехала в священный для мусульман-шиитов город Наджаф.
С ранних лет способная девочка проявляла большой интерес к учёбе и знаниям, тем более, что её наставником был родной брат Мухаммад Бакир ас-Садр, бывший одарённым ребёнком-вундеркиндом. В возрасте 20 лет она начала писать статьи для журнала, который издавали религиозные учёные Наджафа. В своих статьях Амина ас-Садр выступала против вестернизации и западного феминизма, при этом отстаивая права женщины, данные ей шариатом, и подчёркивая, что женщина в исламе обладает высоким статусом.
Одной из самых известных работ Амины ас-Садр являются «Короткие истории», в которых она проанализировала угрозы и вызовы исламской умме. Эта книга Амины ас-Садр посвящена также описанию принципов ислама, мусульманских социальных и религиозных ценностей, отрицанию западного понимания свободы, анализу человеческой природы с точки зрения ислама. Вместе с тем, «Короткие истории», рассчитанные в том числе и на женскую читательскую аудиторию, написаны в лёгкой, увлекательной манере.
Помимо науки и публицистики, Амина ас-Садр также активно занималась политикой и социальной работой. Она инициировала проекты по открытию школ, больниц, благотворительных организаций. Вместе со своим братом Мухаммадом Бакиром ас-Садром она принимала участие в политической жизни Ирака, выступая против режима Саддама Хусейна и поддерживая идеи имама Хомейни.

## Обстоятельства смерти
В феврале 1980 года Амина ас-Садр была арестована вместе со своим братом Мухаммадом ас-Садром, оба они были заключены в тюрьму. Причиной ареста была их активная поддержка Исламской революции в Иране и призывов имама Хомейни к свержению режима Саддама Хусейна. 8 или 9 апреля Амина, которой на тот момент было 43 года, и Мухаммад Бакир ас-Садр были расстреляны. Они похоронены в Наджафе неподалёку от усыпальницы имама Али ибн Абу Талиба.

## Интересные факты
- Один из женских исламских университетов — женская хауза (традиционное шиитское медресе) в священном иранском городе Кум названа в честь Амины ас-Садр и носит наименование Бинт аль-Худа.
- Амине ас-Садр принадлежат слова: «Я не хочу, чтобы время оставляло на мне свои следы. Я хочу оставить свой след во времени».